# Мікель Арруабаррена
Мікель Арруабаррена Аранбіде (баск. Mikel Arruabarrena; нар. 9 лютого 1983, Толоса, Іспанія) — іспанський футболіст, нападник футбольної команди «Ейбар» з однойменного міста.